# Чонка, Янош
Янош Чонка (венг. Csonka János; 22 января 1852, Сегед, Венгрия — 27 октября 1939, Будапешт, Венгрия) — венгерский инженер и изобретатель. Совместно с другим венгерским физиком Донатом Банки изобрёл карбюратор, запатентованный 13 февраля 1893 года.

## Биография
Чонка окончил школу в родном городе Сегеде. Помимо этого является самоучкой во многих областях науки. Не имея учёной степени, стал тем не менее, одним из выдающихся венгерских инженеров, внеся существенный вклад в развитие венгерской машиностроительной промышленности. Благодаря совместной с Донатом Банки разработке первого в мире карбюратора способствовал дальнейшему развитию машиностроения в мире. Став главой учебной мастерской при Будапештском университете Технологии в возрасте 25 лет, нанимал за свой счёт талантливых рабочих, что позволяло ему использовать мастерскую для своих экспериментов. Чонка покинул свой пост в возрасте 73 лет, а последний патент оформил в возрасте 84 лет.

## Изобретения
В 1877 г. разработал первый в Венгрии газовый двигатель.
В 1884 г. — так называемый двигатель Чонки, работающий на газе и керосине.
В 1890 г. — совместно с Донатом Банки разработал бензиновый двигатель Банки-Чонка.
В 1890-х гг. Чонка также разрабатывал двигатели для венгерских мотоциклов и моторных лодок.